# Pálháza
Pálháza es una pequeña ciudad (en húngaro: "város") en el condado de Borsod-Abaúj-Zemplén, Hungría, a unos 87 kilómetros al este de Miskolc, la capital del condado.
En 2005 se le concedió a Pálháza la condición de ciudad, por lo que se convirtió en la ciudad más pequeña en cuanto a población de entre las ciudades de Hungría. Pálháza se fundó en la década de 1320 y perteneció al estado de Füzér. Fue mencionada por primera vez en el año 1387.

## Localidades en las cercanías
Bózsva (3 km), Filkeháza (2 km), Füzérradvány (2 km), Kishuta (7 km).